# Centro GSI Helmholtz para la investigación de iones pesados
Gesellschaft für Schwerionenforschung (que en español podría traducirse como Centro de Investigación de Iones Pesados) es un centro o laboratorio alemán de investigación radicado en Darmstadt-Arheilgen (Darmstadt) dedicado a la investigación y al desarrollo de tecnologías, principalmente en el área de la física nuclear pero también en física de partículas, biofísica y química nuclear. Es de propiedad alemana (90 % de la federación alemana y 10 % del estado de Hesse).

## Misión
Construcción y operación de instalaciones de aceleración de partículas y estudio de iones superacelerados, además de estudios de física atómica, plasma y materiales para la biofísica, la radioterapia y la química.

## Desarrollo
Fundada con capital federal en 1969, desde entonces ha sido herramienta para descubrimientos de especial importancia como 6 nuevos elementos y terapias para el tratamiento del cáncer con radiaciones ionizantes.
- Bohrio (1982)
- Meitnerio (1982)
- Hassio (1984)
- Darmstadtio (1994)
- Roentgenio (1994)
- Copernicio (1996)

## Instalaciones y recursos
Sus principales instrumentos de trabajo son los siguientes:
- Personal: alrededor de 850 empleados, entre ellos 300 científicos e ingenieros.
- Acelerador de iones pesados: es el equipo principal de la compañía y consiste del Acelerador Linear Universal (UNILAC), el SIS 18, un sincrotón de iones pesados y el ESR, el anillo experimental de almacenamiento. El UNILAC fue comisionado en 1975 y el SIS 18 y el ESR en 1990 mejorando la aceleración iónica de 10% a 90% de la velocidad de la luz.
- Unidad médica de irradiación para la terapia del cáncer.
- Sistemas de espectrómetros y detectores.
- El NHELIX y el PHELIX, son dos láseres de alta energía para experimentos con iones pesados (en construcción).

## Cooperación
No sólo basta con los 300 científicos que la compañía emplea, sino que también sus instalaciones son usadas por profesores y científicos de universidades alemanas y de otras naciones como parte de acuerdos que la compañía tiene con aproximadamente 150 institutos en más de 30 países. Además es miembro de la Hermann von Helmholtz-Gemeinschaft Deutscher Forschungszentren (HGF), una asociación de centros de investigación alemana.